# Nelson, Missouri
Nelson är en ort i Saline County i delstaten Missouri, USA.